# تاتاراوکا وچ
تاتاراوکا وچ (به لاتین: Tătărăuca Veche) یک منطقهٔ مسکونی در مولداوی است که در Soroca District واقع شده‌است.